# Ocyceros
Ocyceros là một chi chim trong họ Bucerotidae.